# バティスト・レネ
バティスト・レネ（Baptiste Reynet, 1990年10月28日 - ）は、フランスのサッカー選手。イビサ所属。ポジションはGK。

## 来歴
FCマルティーグに3年間在籍して50試合以上出場した後、2011年5月ディジョンFCOに加入。ディジョンでは同年8月13日のトゥールーズFC戦（2-0で勝利）でデビューした。2014-15シーズンは期限付き移籍で再びディジョンFCOに所属する。